# Bâtiment de l'Administration du district à Čačak
Le bâtiment de l'Administration du district à Čačak (en serbe cyrillique : Зграда Окружног начелства у Чачку ; en serbe latin : Zgrada Okružnog načelstva u Čačku) se trouve à Čačak, dans le district de Moravica, en Serbie. Il est inscrit sur la liste des monuments culturels de grande importance de la République de Serbie (identifiant no SK 403),,,.

## Présentation
Le bâtiment, situé 2 rue Gospodar Jovanova et à l'angle de rue Cara Dušana, a été construit en 1875 probablement selon un projet du ministère de la Construction pour abriter l'administration et le tribunal du district ; il a été réalisé par l'entrepreneur Ferdinand Kren avec le maçon Jevrem Savić,.
De plan rectangulaire et très allongé, il est constitué d'un rez-de-chaussée et d'un étage. Il est caractéristique du style académique de son époque, avec des éléments néo-classique mêlés à d'autres éléments influencés par le néo-romantisme,. Aux extrémités et au centre de la façade principale se trouvent des avancées accentuées ; l'avancée centrale est surmontée par un tympan triangulaire décoré de reliefs peu profonds,.
Le décor du rez-de-chaussée se caractérise par sa simplicité, tandis qu'à l'étage les surfaces des avancées sont divisées par des pilastres cannelés, ; sur ces avancées, les fenêtres, groupées par deux, sont surmontées d'une architrave profilée peu profonde, sauf sur l'avancée centrale où elles sont couronnées par des frontons triangulaires,.
Les autres façades sont dépourvues de décoration,.
Des travaux de restauration ont été réalisés sur l'édifice en 1975-1976, puis en 1999 et 2005.

Vues du bâtiment.
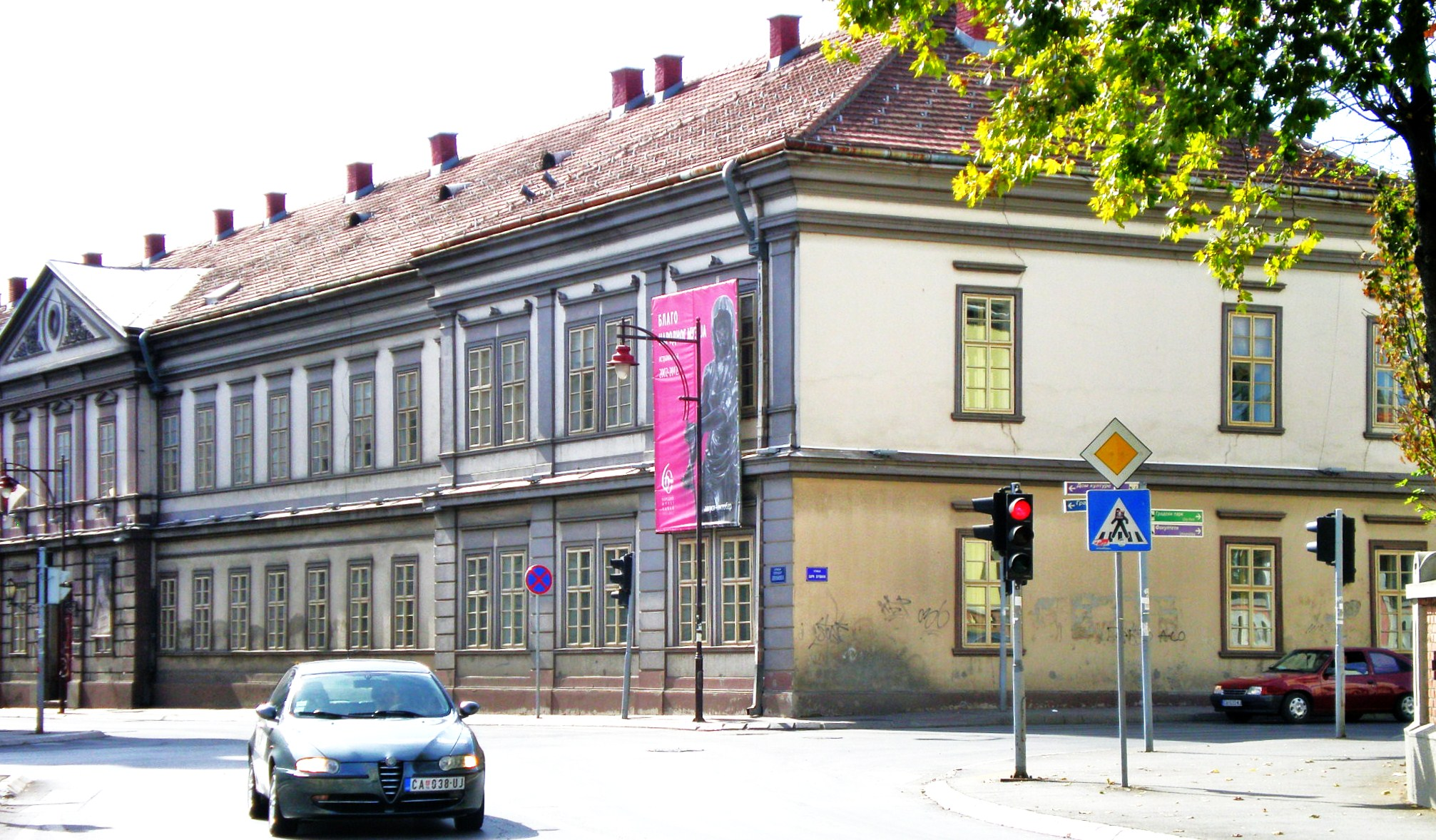
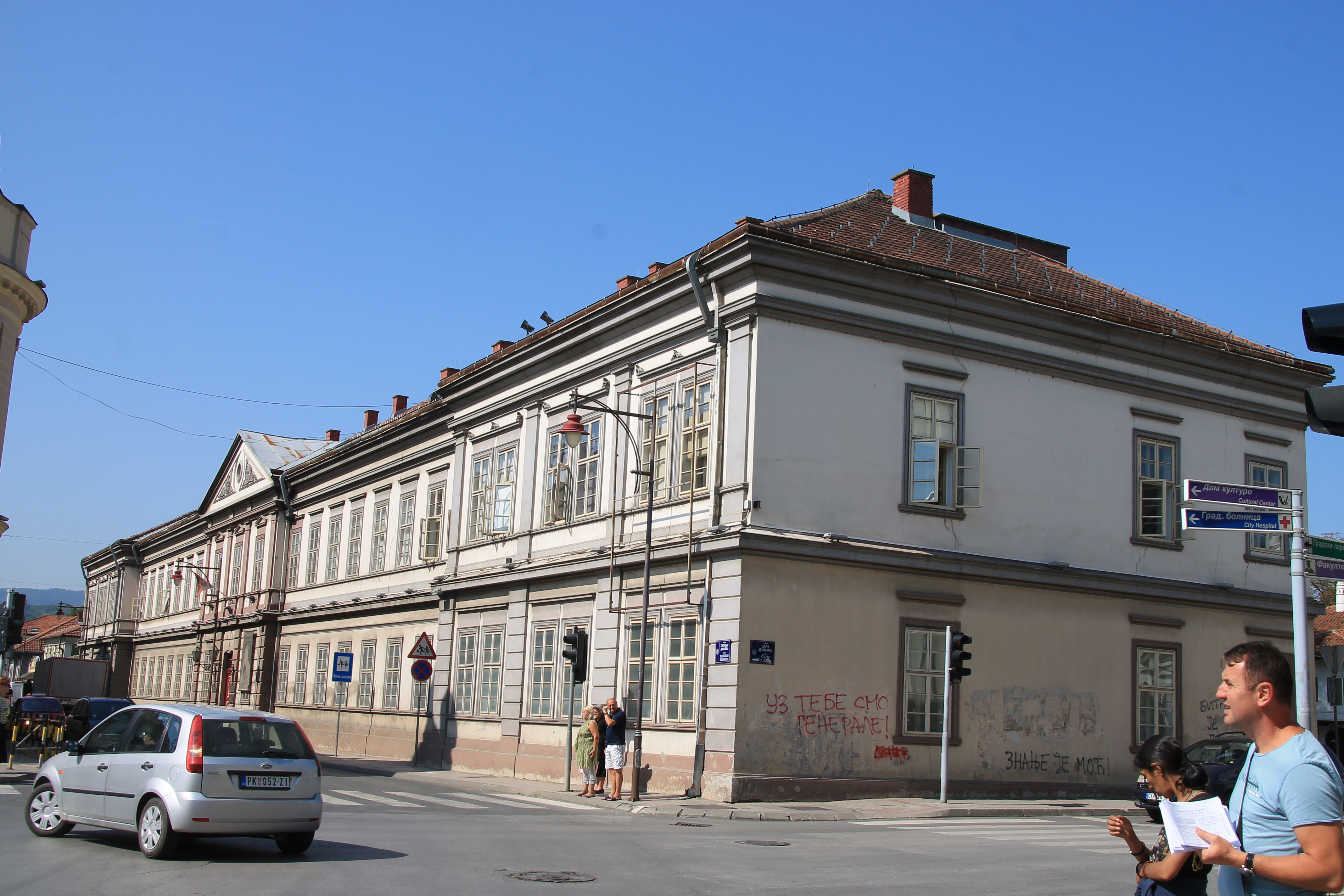
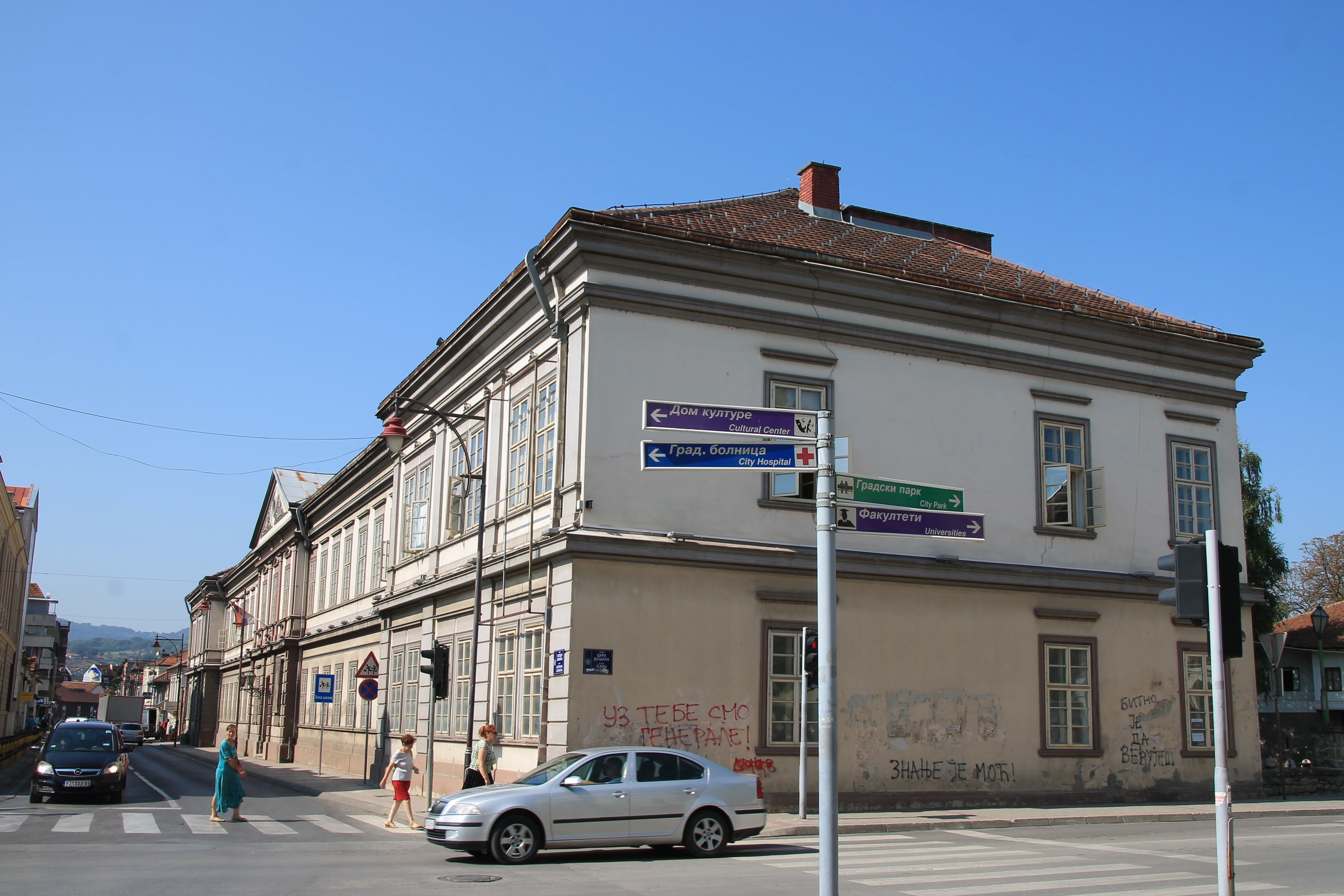